# 中沢元紀
中沢 元紀（なかざわ もとき、2000年2月20日 - ）は、日本の俳優。
茨城県出身。トライストーン・エンタテイメント所属。

## 略歴
2022年配信のWEB CMドラマ「メゾンハーゲンダッツ 〜8つのしあわせストーリー〜」で俳優デビュー。同年4月期フジテレビ系水10ドラマ『ナンバMG5』で連続ドラマ初出演。
2023年9月29日、映画『沈黙の艦隊』で映画初出演。同年10月期TBS系日曜劇場『下剋上球児』でエースピッチャー・犬塚翔を演じ、注目を集める。
2024年7月期テレビ東京系ドラマNEXT『ひだまりが聴こえる』で小林虎之介とW主演を務め、テレビドラマ初主演。
2025年上半期放送の『あんぱん』でNHK連続テレビ小説初出演。
2025年7月期フジテレビ系『最後の鑑定人』に出演。

## 人物
- 趣味：映画鑑賞、料理[1]
- 特技：ハンドボール、書道[1]
- 苦手な食べ物はミョウガとインゲン

## 出演

### テレビドラマ
- ナンバMG5（2022年4月13日 - 6月22日、フジテレビ） - 山田亮太 役[7]
- 早朝始発の殺風景 第5話（2022年12月2日、WOWOW） - 後藤 役
- 埼玉のホスト（2023年7月26日 - 9月20日、TBS） - 高崎セン 役[8]
- 下剋上球児（2023年10月15日 - 12月17日、TBS） - 犬塚翔 役[3]
- 土曜はナニする!? イケドラ（2024年1月6日 - 27日、関西テレビ・フジテレビ） - 主演・元紀 役[9]
- 366日 第2話・第5話 - 第9話・最終話（2024年4月15日・5月6日 - 6月3日・17日、フジテレビ） - 滝本竜也 役[10]
- ひだまりが聴こえる（2024年7月4日 - 9月19日、テレビ東京） - 主演・杉原航平 役（小林虎之介とW主演）[4]
- 連続テレビ小説 あんぱん 第10回 -（2025年4月11日 -  、NHK総合） - 柳井千尋 役[5][11]
- 最後の鑑定人（2025年7月9日 - 、フジテレビ） - 都丸勇人 役[12]

### 配信ドラマ
- メゾンハーゲンダッツ 〜8つのしあわせストーリー〜第2話（2022年1月10日、YouTube） - 小林優也 役
- First Love 初恋（2022年11月24日、Netflix）[13]

- 沈黙の艦隊 シーズン1 〜東京湾大海戦〜（2024年2月9日 - 、Amazon Prime Video） - 平沼晃輝 役

### ラジオドラマ
- FMシアター からすが教えてくれたこと（2025年3月15日、NHK-FM） -  主演・桜場海 役[14]

### 映画
- 沈黙の艦隊（2023年9月29日、東宝）- 平沼晃輝 役
- さよならモノトーン（2023年10月6日、らんくう） - 藤宮誠 役
- ファストブレイク（2024年11月22日、ムービック） - 主演・草村駿斗 役[15]
- 君の顔では泣けない（2025年11月14日公開予定、ハピネットファントム・スタジオ） - 田崎淳一 役[16]
- WIND BREAKER / ウィンドブレイカー（2025年12月5日公開予定、ワーナー・ブラザース映画） - 柊登馬 役[17][18]

### 舞台
- シッダールタ（2025年11月15日 - 12月27日〈予定〉、世田谷パブリックシアター / 2026年1月〈予定〉、兵庫県立芸術文化センター 阪急中ホール）[19]

### MV
- UVERworld「えくぼ」（2022年）
- 乃紫「A8番出口」（2024年）
- 川崎鷹也「夕陽の上」（2024年）

### ラジオ
- J-WAVE SELECTION ITOCHU DEAR LIFE,DEAR FUTURE（2024年3月24日、J-WAVE）
- Nandary（2025年6月5日、NHK仙台放送局）

### CM
- NTTドコモ U30 ロング割スペシャルムービー第1弾「あの恋をもう一度」（2022年2月 - ）
- イーデザイン損保 新自動車保険「＆e」「このゆび、とまれっ！宣言」篇（2022年5月 - ）
- C4Connect 放置少女〜百花繚乱の萌姫たち〜「放置しよう、いまだ！」篇（2022年9月 - /再放送：2023年6月 - ）
- ABC-MART×UNDER ARMOR 「青春は、一度きり。」（2022年9月 - ）
- ミニミニCM「憧れのヒーロー篇〜映画『シン・仮面ライダー』タイアップCM〜」（2023年1月 - ）
- コカ･コーラ「Coke STUDIO マーメイド」篇（2023年6月 - ）
- パナソニックIHブランドムービー「家族だけのレストラン」（2024年3月 - ）
- 大陽日酸 ブランディングムービー「輝くお兄さんの謎」（2024年10月 - ）

## 書籍

### 写真集
- 中沢元紀 1st写真集『ルート』（2025年10月1日発売予定、ワニブックス）[20][21]